# Сотіріс Нініс
Сотіріс Нініс (грец. Σωτήρης Νίνης; нар. 3 квітня 1990, Хімара, Албанія) — грецький футболіст, півзахисник ізраїльського «Маккабі» (Петах-Тіква) та національної футбольної збірної Греції.

## Спортивна кар'єра
Народився в Албанії, проте після падіння комуністичного режиму родина повернулась на історичну батьківщину в Грецію. Свою футбольну кар'єру Сотіріс Нініс почав із навчання у «Футбольній академії Янніса Патіакакіса» клубу «Аполлон Смірніс». 2001 року він увійшов до юнацького складу самої команди «Аполлон Смірніс», проявив себе майстерним гравцем і за два сезони увійшов до юнацького складу «Панатінаїкоса». За 2 сезони в 2006 році клуб уклав із Нінсом п'ятирічний контракт і вже за 2 тижні футболіст дебютував в основі гранду Грецької Суперліги в матчі проти «Егалео». Першим голом Нінс відзначився 27 січня у матчі проти «Паніоніоса».
В подальшому Сотіріс продовжував демонструвати майстерність і здобув особистих кілька титулів. Зокрема, 2007 року він став найкращим молодим футболістом Греції. 2008 року Нініс вийшов на поле із капітанською пов'язкою, і таким чином у віці 18 років і 125 днів він став наймолодшим капітаном за всю історію «Панатінаїкоса».

### Гра у збірній
За національну футбольну збірну Греції до 21 року Сотіріс Нініс виступає з 2007 року, зіграв 8 матчів і забив 2 м'ячі. Вперше у складі збірної Нініс заявив про себе в 2007 році на юнацькому чемпіонаті Європи (U-19), у півфіналі якого він забив гол збірній Німеччини і зробив дві передачі. Водночас Нынс був наймолодшим черед усіх футболістів на турнірі. Ці досягнення дозволи футболісту потрапити в символічну збірну турніру. Вже під час виступів за юнацьку збірну до Нінісом цікавились лондонський «Арсенал», «Манчестер Юнайтед», мадридський «Реал» і «Мілан».
Сезон 2007/08 виявився малоуспішним для Нініса через низку травм. В результаті він зіграв тільки 9 матчів. Проте того ж 2008 року в 2008 році Отто Рехагель викликав його в національну збірну Греції, коли Сотірісу виповнилось тільки 18 років. Дебютував у збірній 19 травня 2008 року у матчі зі збірною Кіпру. За кілька хвилин після виходу на поле зумів забити у ворота противника перший гол. При цьому Сотіріс Нініс став наймолодшим автором м'яча за всю історію грецької збірної, у віці 18 років та 46 днів побив рекорд Константіноса Елефтеракіса, що тримався 40 років. Проте до підсумкового списка учасників Євро-2008 не потрапив. Напередодні Чемпіонату світу 2010 року в ПАР зіграв за збірну три гри, з них у відбірковому раунді — одну проти збірної Люксембургу. Власне на світовій першості зіграв усі три матчі у груповому раунді, щоправда голом не відзначився.

## Досягнення
Панатінаїкос
- Суперліга: 2009–10
- Кубок Греції: 2009–10